# Калинович Іван Титович

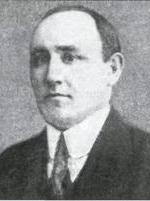

Іван Титович Калинович (*25 листопада 1884, Львів — 12 листопада 1927, Львів) — український бібліограф, видавець і політичний діяч.

## Біографія
Народився у м. Львів у родині підприємця-будівельника. Закінчив учительську семінарію в Заліщиках (1904), навчався у Львівському університеті. 1908 року знайомився з діяльністю «Міжнародного бібліографічного інституту» (Мунданеум) в Брюсселі (Бельгія), де відвідував тримісячні бібліографічні курси.
1916—1917 та 1919—1922 роках працював у Відні, від 1922 року — в Золочеві.
Організував видавництво «Всесвітня бібліотека» (1913—1926), що випускало просвітні видання та перекладну літературу (одним із перекладачів цього видавництва був Іван Франко). Від 1917 року — член Бібліографічної комісії (з 1922 року — її секретар) НТШ. 1918—1919 роках — посол (делегат) до Української Національної Ради ЗУНР і депутат Трудового конгресу України. Редагував газету «Дрогобицький листок» (1919). Один із керівників прорадянської партії «Сельроб» (фактично легальна фракція Комуністичної партії Західної України), редактор її друкованого органу «Наше слово».
Підтримував стосунки з Українською книжковою палатою та Українським науковим інститутом книгознавства. Рукописна спадщина Калиновича містить великі картотеки (понад 300 тис. одиниць; досі не опубліковані) з історії України та української літератури.

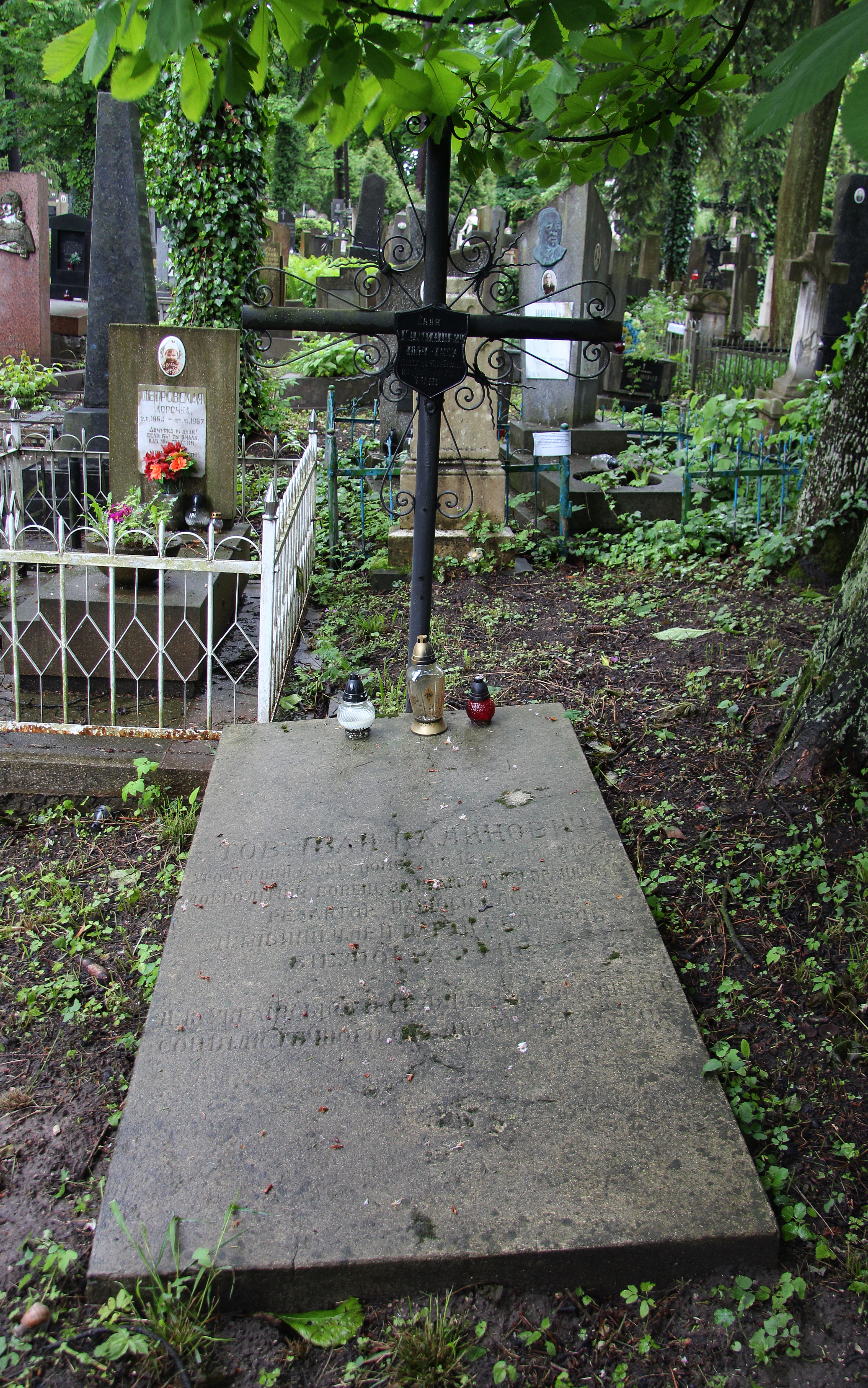

Помер у місті Львів. Похований на полі № 4 Личаківського цвинтаря.

## Головні праці
- «Переклади з української літератури» (1915),
- «Покажчик авторів та їх творів у тижневику „Воля“ за 1919 рік» (1920),
- «Покажчик до української соціалістичної та комуністичної літератури» (1921),
- «Всеукраїнська бібліографія за 1923 рік» (1923),
- «Українська історична бібліографія за 1914—1923 рр.» (1924),
- «Україніка в старих [німецьких, 1836—48] часописах» (1927).